# Manoir de Linthe
Le manoir de Linthe est un édifice situé à Saint-Léonard-des-Bois, en France.

## Localisation
Le monument est situé dans le département français de la Sarthe, au lieu-dit Linthe, à 600 m au sud du bourg de Saint-Léonard-des-Bois.

## Architecture
Les façades et les toitures du manoir, ainsi que celles du pavillon carré et de la fuie sont inscrites au titre des monuments historiques depuis le 16 juillet 1984.